# ガド族
ガド族（ガドぞく）は古代イスラエルの十二部族を構成していた、部族の一つである。始祖のガドはヤコブの7番目の息子で、レアの女奴隷であるジルパが生んだ最初の子供である。一族でエジプトに移住する際には7人の子供がいた。

## 歴史
出エジプトの時には、20歳以上で軍務につくことができた男子の数は、45,650人であった。2度目の人口調査の時には、40500人に減少していた。
パレスチナ占領前に、荒野ではルベン族の隣、幕屋の南側に宿営した。約束の地では、ルベン族、マナセ族と共に、羊飼いとして、ヨルダン川の向こう側に留まった。
ガド族は多数の家畜を所有していたので、牧畜の適したヨルダン川の東側を所有地として求めて与えられた。
カナン人との戦いの際に、ルベン族とマナセ族と共に戦う責任を負った。ヨルダン川の西部、西パレスチナの征服作戦においては、先鋒で戦った。戦いを終えて帰還する際に、ヨシュアから祝福を受けている。
ガド族、ルベン族、マナセ族は自分たちがヨルダン川の反対側にいる民と一つであることを表す為に、ヨルダン川のそばに大きな祭壇を築いた。しかし、これは律法に違反していたので他の部族の反発を招いた。その後、他の部族は調査団を派遣して、東側の部族が分裂活動をしている疑いはないことを確認して和解した。
ガド族の領土は、ヨルダン川の東側の中央部の、エモリ人の王シホンが治めていた地であった。北にマナセ族、南にルベン族が位置して、北はキネレテ湖で、南はヘシュボンまでであった。
ガド族の町のディボンで、モアブの石碑が発見された。

## 日ユ同祖論
小谷部全一郎は著書『日本及日本国民之起源』の中で、天皇をあらわす「ミカド」がもともと「ミガド」と発音されて、「御ガド」であり、ガド族にルーツがあると主張した。
また、ユダヤ教のラビであるサミュエル・グリーンバーグは、「ミカド」がヘブル語の「ガド族出身」の意味であるとして、皇室のルーツがガド族であることを主張している。
任那は「ミ‧マナセ＝マナセ族の出自」と解せられる。「日本」や「ジャパン」という呼称もガド族の「ゼポンびと」から出ているものと思われる。ゼポンとは英訳の聖書より訳したもので、ユダヤ人はゼを発音することができないという。このため、ジェポン、ジャポン、ニッポンとなったと推測されている。
これらから、日ユ同祖論者は皇室のルーツはガド族にあると主張してきた。しかし、近年、主流の学説では否定されている。
飛鳥昭雄は、ガド族のうちの一支族がソロモンの秘宝（アーク）を継承し、それが日本にもたらされ、伊勢神宮の外宮にあるという説を唱えている。